# Colin Wili
Colin Wili (* 14. September 1998) ist ein Schweizer Freestyle-Skier. Er startet in den Freestyledisziplinen.

## Werdegang
Wili nimmt seit 2015 an Wettbewerben der FIS und der AFP World Tour teil. Dabei holte er zu Beginn der Saison 2015/16 im Slopestyle bei den Swiss Freeski Open in Glacier 3000 seinen ersten Sieg. Bei den Olympischen Jugend-Winterspielen 2016 in Lillehammer errang er den 11. Platz im Slopestyle. Im März 2016 kam er bei den Swiss Freeski Open in Crans-Montana auf den dritten Platz im Slopestyle. Im folgenden Monat wurde er beim Europacup und zugleich Schweizer Meisterschaften in Silvaplana jeweils Zweiter im Slopestyle und im Big Air. Zu Beginn der Saison 2016/17 debütierte er in Mönchengladbach im Freestyle-Skiing-Weltcup und belegte dabei den 29. Platz im Big Air. Es folgte der 16. Rang im Slopestyle-Wettbewerb in Font Romeu. Beim Weltcup auf der Seiser Alm Ende Januar 2017 erreichte er mit dem zweiten Platz im Slopestyle seine erste Podestplatzierung im Weltcup. Im März 2017 siegte er zweimal beim Europacup in Livigno und erreichte den zweiten Platz in der Slopestylewertung. Zudem wurde er beim Weltcup in Silvaplana Siebter im Slopestyle und errang zum Saisonende den dritten Platz im Slopestyle-Weltcup. Bei den Freestyle-Skiing-Weltmeisterschaften 2017 in Sierra Nevada kam er auf den 28. Platz im Slopestyle.